# Hammer House of Mystery and Suspense
Suspense ou Cine Suspense (título original: Hammer House of Mystery and Suspense) foi uma série de televisão exibida entre os anos de 1984 e 1986 da produtora Hammer.

## A série
Possui também o título alternativo de Fox Mystery Theatre  - título pelo qual a série é conhecida em alguns lugares, como nos Estados Unidos. Estreou no Reino Unido em 5 de setembro de 1984 (pela ITV) e na França em 25 de abril de 1986. A série é uma co-produção entre a Hammer Film Productions e a 20th Century Fox Television. Por isso, a série possui atores americanos em muitos episódios.  Foi produzida em 35mm e áudio monofônico. Dois episódios são refilmagens de uma série dos anos 1970.

## Exibição no Brasil
No Brasil, foi praticamente exibido como filme de longa-metragem no ano de1989 nas segundas-feiras no horário das 22h30min pelo SBT (como pode ser conferido em chamadas de época pelo YouTube) e no Cine Trash (TV Bandeirantes) em 1996 (Os episódios: "Brinquedo de Criança", "A Seita do Demônio", "Tatuagem: A Marca do Diabo", "A Finada Nancy Irving" e "Envolto nas Trevas"). Sucedeu a série A Casa do Terror, porém tem episódios mais longos, enquanto o primeiro tinha duração de 50min, Suspense ficava na casa dos 70min (1h10min-1h20min). Ambas as séries possuem 1 temporada e 13 episódios. O episódio “Brinquedo de Criança” foi lançado em circuito de cinema no Brasil, sendo até hoje o episódio mais popular e lembrado da série. Recebeu dublagem da BKS e foi distribuído no país pela Fox Film do Brasil.

## DVD
Um box contendo seis DVDs foi lançado em 2006 no Reino Unido (Região 2).

## Títulos nos países
- Brasil: Suspense / Cine Suspense (1989)
- Espanha: Misterio
- França: Histoires singulières (1986)
- Itália: L'ora del mistero

## Episódios
com título original e título brasileiro
1. Mark of the Devil ("Tatuagem: A Marca do Diabo")
2. Last Video and Testament ("Último Vídeo e Testamento")
3. Czech Mate ("Cheque Mate")
4. A Distant Scream ("Um Grito Distante")
5. The Late Nancy Irving ("A Finada Nancy Irving")
6. In Possession ("Envolto Nas Trevas")
7. Black Carrion
8. The Sweet Scent of Death ("O Doce Aroma da Morte")
9. Paint Me A Murder
10. The Corvini Inheritance ("A Herança Corvini")
11. And The Wall Came Tumbling Down ("A Seita do Demônio")
12. Child's Play ("Brinquedo de Criança")
13. Tennis Court ("Campo de Tênis")